# جهاز عضلي هيكلي
الجهاز العضلي الهيكلي (بالإنجليزية: Human Musculoskeletal System) في الإنسان يعرف أيضًا باسم الجهاز الحركي أو الجهاز التحركي وكان يُعرف سابقًا باسم نظام النشاط، هو مجموعة من الأعضاء التي تعطي البشر القدرة على التحرك باستخدام أجهزتهم العضلية والهيكلية. يعطي الجهاز العضلي الهيكلي هيئة الإنسان ويعطي للجسم دعم واستقرار وحركة.
يتكون الجهاز من عظام الهيكل العظمي، العضلات، الغضاريف،  الأوتار والأربطة والمفاصل، والأنسجة الضامة الأخرى التي تدعم وتربط أنسجة الجسم وأعضائه معًا.
تشمل الوظائف الأساسية للنظام العضلي الهيكلي دعم الجسم، إتاحة الحركة، وحماية الأعضاء الحيوية. الجزء العظمي من النظام يعمل بمثابة نظام التخزين الرئيسي للكالسيوم والفوسفور ويحتوي على العناصر الأساسية للنظام المُكوِّن للدم.
يصف هذا النظام كيف ترتبط العظام وألياف العضلات ببعضها عن طريق الأنسجة الضامة مثل الأوتار والأربطة. تعطي العظام الاستقرار للجسم. والعضلات تحافظ على إبقاء العظام في مكانها وأيضًا تلعب دورًا في حركتها. للسماح بالحركة، ترتبط العظام المختلفة عن طريق المفاصل. الغضروف يمنع الاحتكاك المباشر بين نهايات العظام وبعضها البعض، تنقبض العضلات لتحريك العظام المتصلة بالمفاصل.
هناك أمراض واضطرابات قد تؤثر سلبًا على وظيفة وفعالية النظام. وقد يكون من الصعب تشخيص هذه الأمراض نظرًا للعلاقة الوثيقة بين الجهاز العضلي الهيكلي والأنظمة الداخلية للجسم. عادة ما يتم التعامل مع الإصابات المعقدة التي تصيب الجهاز العضلي الهيكلي من قِبل طبيب فيزيائي (متخصص في الطب الفيزيائي وإعادة التأهيل) أو جراح العظام.

## أجهزة فرعية

### الهيكل العظمي

مشهد أمامي من هيكل عظمي لإنسان بالغ

يتكون الهيكل العظمي عند الإنسان من جزئين رئيسيين، هما: الهيكل المحوري، والهيكل الطرفي. يتكون الهيكل المحوري من الجمجمة، العمود الفقري، الأضلاع، والقصّ. بينما يتكون الهيكل الطرفي من عظام كلِّ من الطرف العلوي، والطرف السفلي، عظام الكتف، وعظام الحوض.
يقوم الهيكل العظمي بالعديد من الوظائف الهامة: فهو يعطي هيئة وشكل الجسم، يوفر الدعم والحماية، يسمح بالحركة، يُنتِج الدم ويخزّن المعادن.
عدد العظام في الهيكل العظمي البشري مثار جدل حيث يُولد البشر بأكثر من 300 عظمة، ولكن العديد من العظام تلتحم معًا بعد الولادة وحتى النضج. كنتيجة لذلك، بلغ متوسط عدد العظام في الهيكل العظمي للكبار 206عظمة. عدد العظام يختلف وفقًا للطريقة المستخدَمة في العد. فالبعض يعتبر أجزاء معينة كعظمة واحدة مع أجزاء متعددة، بينما يرى آخرون أنها جزء واحد ذو عظام متعددة.
هناك خمسة تصنيفات عامة للعظام: عظام طويلة، عظام قصيرة، عظام مُسطّحة، عظام غير منتظمة والعظام السمسمانية. ويتكون الهيكل العظمي البشري من العظام المُلتحمة والعظام الفردية مُدعمًا بالأربطة والأوتار والعضلات والغضاريف. وهي بنية معقدة.

#### الوظيفة
يُعد الهيكل العظمي إطار لاتصال الأنسجة والأعضاء، ويعمل لحماية الأعضاء الحيوية، من الأمثلة الرئيسية: المخ المحمي بالجمجمة وأيضًا الرئتين المحميتين بالقفص الصدري.
يقع في العظام الطويلة نوعان من نخاع العظام هما الأصفر والأحمر. النخاع الأصفر لديه نسيج ضام دهني ويوجد داخل تجويف النخاع. في المجاعة، يستخدم الجسم دهون النخاع الأصفر للحصول على الطاقة.
النخاع الأحمر في بعض العظام هو مكان هام لإنتاج خلايا الدم الحمراء، ما يقرب من 2.6 مليون من خلايا الدم الحمراء لتحل محل الخلايا التي تم تكسيرها بواسطة الكبد. هنا تتكون معظم كريات الدم الحمراء والصفائح الدموية وخلايا الدم البيضاء في البالغين، ثم تهاجر من النخاع الأحمر إلى الدم لتقوم بمهماتها.
وظيفة أخرى للعظام هي تخزين بعض المعادن، من المعادن الرئيسية التي يتم تخزينها: الكالسيوم والفوسفور. يساعد هذا التخزين في الحفاظ على توازن معدلات المعادن في الدم، فمثلًا عندما تزيد عن مستوياتها الطبيعية في الدم يتم تخزينها في العظام، بينما عندما تقل في الدم يتم تعويضها بسحبها من المخازن في العظام.

### الجهاز العضلي

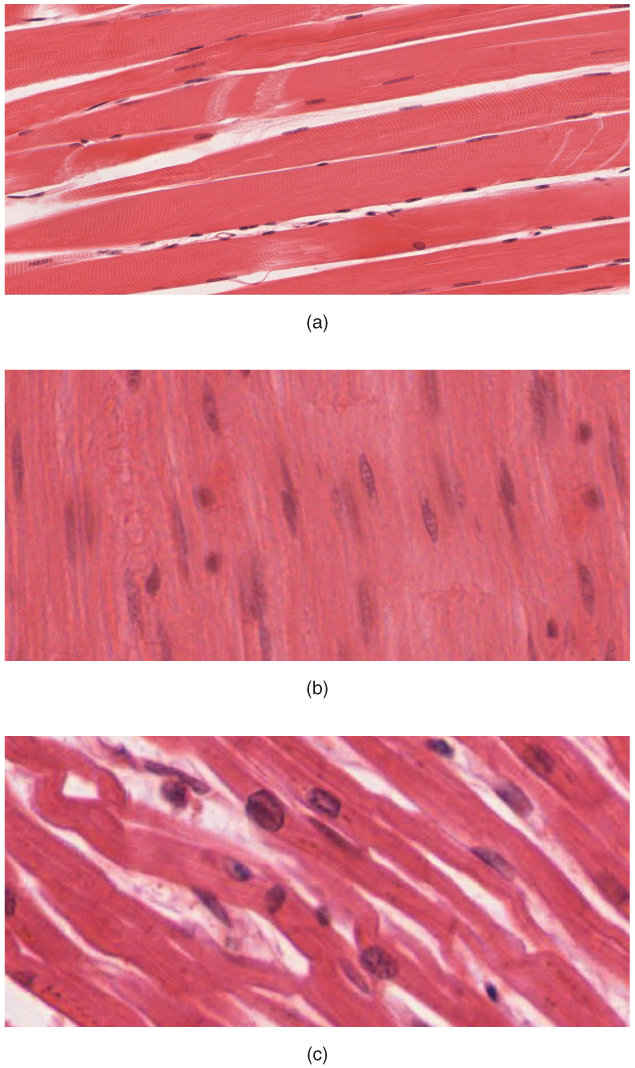
الجسم يحتوي على ثلاثة أنواع من الأنسجة العضلية: (a) العضلات الهيكلية، (b) العضلات الملساء، و (c) عضلة القلب

على المشهدين الأمامي والخلفي من الجهاز العضلي أعلاه، تظهر العضلات السطحية على الجانب الأيمن من الجسم في حين تظهر العضلات العميقة في النصف الأيسر من الجسم. وبالنسبة للأرجل، تظهر العضلات السطحية في المشهد الأمامي في حين يبين المنظر الخلفي العضلات السطحية والعميقة.

هناك ثلاثة أنواع للعضلات في الجسم: القلبية والهيكلية والملساء. تُبطّن العضلات الملساء الكثير من الأعضاء الداخلية مثل المعدة، الأمعاء، الرحم والمثانة. حيث تُستخدم للسيطرة على تدفق المواد داخل الأعضاء المُجوَّفة، ولا تقع تحت التحكم الإرادي _أي لاإرادية_.
توجد خطوط على العضلات الهيكلية والقلبية تظهر تحت الميكروسكوب بسبب مكونات خلاياهم. فقط العضلات الهيكلية والملساء تقع ضمن الجهاز العضلي الهيكلي والتي تعطي القدرة على الحركة هي العضلات الهيكلية فقط، وهي معظم عضلات الجسم كما أنها إرادية يمكن للإنسان التحكم بها عند تحريك العظام.
توجد العضلات القلبية في القلب وتستخدم لضخ الدم فقط، ومثل العضلات الملساء لاتقع تحت التحكم الإرادي أيضًا.
تتصل العضلات الهيكلية بالعظام وتُرتَّب في مجموعات متعاكسة حول المفاصل. تصل الأعصاب إلى العضلات تمدها بالتيارات الكهربية من الجهاز العصبي المركزي فيحدث انقباض العضلات وتحدث الحركة.

#### بدء الانقباض
في الثدييات، تحدث سلسلة من التفاعلات لتنقبض العضلة. يتم تحفيز انقباض العضلات من خلال الخلايا العصبية الحركية التي تُرسل إشارات إلى عضلات الجسد. استقطاب الخلايا العصبية الحركية يؤدي إلى تحرير النواقل العصبية من نهايات الأعصاب. وتسمى المسافة بين نهاية العصب وخلايا العضلة باسم التقاطع العصبي العضلي. تنتشر الناقلات العصبية عبر هذا التشابك حتى ترتبط بمواقع مستقبلات محددة على غشاء الخلية في الألياف العضلية. عندما يتم تحفيز عدد كافي من المستقبلات، تتغير نفاذية غمد الليف العضلي وتتولد إمكانية عمل العضلات، تنزلق الخيوط البروتينية (الأكتين والميوسين) المكونة لليفة العضلية فوق بعضها البعض ويتم الانقباض، تُعرف هذه العملية باسم البدء.

#### الأوتار
الوتر هو رباط قوي مرن من النسيج الضام الليفي الذي يربط العضلات بالعظام. النسيج الضام بين ألياف العضلات يربط الأوتار من النهايتين القريبة والبعيدة، ويرتبط الوتر بغشاء العظام الفردية عند منشأها ونهايتها. عندما تنقبض العضلات، تُرسل الأوتار القوة إلى العظام الصلبة نسبيًا فتسحبها مسببة الحركة. يُمكن للأوتار التمدد إلى حد كبير مما يسمح بالانطلاق أثناء الحركة وتوفير الطاقة.

### المفاصل،الأربطة، والأجربة

تركيب المفصل الزلالي البشري

#### المفاصل
المفاصل هي التي تربط العظام الفردية حيث توجد في مكان التقاء عظمتين أو أكثر، وتسمح للعظام بالتحرك ضد بعضها البعض لإحداث الحركة. يمكن تصنيف المفاصل حسب نوع الحركة التي يسمح بها المفصل أو أشكال أجزائه؛ هناك نوعان من المفاصل: مفاصل زليلية والتي تسمح بالتنقلات الواسعة، والمفاصل الكاذبة أو المواصل الليفية التي تسمح بحركة ضئيلة أو لا تسمح بالحركة لأنها ليفية في الأساس. المفاصل الزلالية هي المحتوية على السائل الزلالي والذي يتم إنتاجه بواسطة الأغشية الزلالية. هذا السائل يقلل من الاحتكاك بين الأسطح المُرتكزة، ويوجد داخل كبسولة متصلة بالمفصل عن طريق نسيجها المشدود.

#### الأربطة
الرباط هو مجموعة صغيرة (شريط) من الألياف الليفية المرنة والبيضاء الكثيفة التي تربط نهايات العظام معًا لتشكل مفصلًا. معظم الأربطة تحدّ من الخلع وتمنع بعض الحركات التي قد تسبب الكسور. وتُقيّد الانثناء المُفرط والتمديد المُفرط. ولأنها مرنة فهي تتمدد بشكل كبير تحت الضغط مما يجعلها عرضة للتمزُّق فيصبح المفصل غير مستقر.

#### الأجربة
الجراب هو كيس من النسيج الأبيض الليفي المُبطّن بالغشاء الزلالي، مملوء بكمية صغيرة من السائل. يمكن أن يتكون الجراب أيضًا من غشاء زلالي ممتد خارج كبسولة مفصل. يعمل كوسادة بين العظام والأوتار، و/ أو العضلات حول المفصل، يمتليء بالسائل الزلالي ويوجد تقريبًا حول كل مفصل رئيسي في الجسم. التهاب هذه الأكياس يقلل حركة المفصل مسببًا ألمًا أو تورُّمًا.

## الأهمية السريرية

عمر العجز أو مدة الإعاقة نتيجة لأمراض الجهاز العضلي الهيكلي لكل 100000 نسمة عام 2004
لامعلومات
أقل من 400
400-450
450-500
500-550
550-600
600-650
650-700
700-850
850-900
900-925
925-950
أكثر من 950

لأن العديد من أجهزة الجسم الأخرى ترتبط ببعضها البعض، بما في ذلك الأوعية الدموية والجهاز العصبي، والجلد، فإن اضطرابات واحد من هذه الأنظمة قد تؤثر أيضًا على الجهاز العضلي الهيكلي وتُعقّد التشخيص. أمراض الجهاز العضلي الهيكلي تشمل في الغالب اضطرابات وظيفية أو اختلالات في الحركة، مستوى الضرر يعتمد بشكل خاص على المشكلة وشدتها. في دراسة أُجريت على المستشفيات في الولايات المتحدة، كان أكثر المرضى المحجوزين وأكثر العمليات لعام 2012 متضمّنة للجهاز العضلي الهيكلي: تقويم مفاصل الركبة، استئصال الصفيحة الفقرية، استبدال مفصل الورك، ودمج فقرات العمود الفقري.
الاضطرابات المفصلية أو المتعلقة بالمفاصل  هي الأكثر شيوعًا. من بين التشخيصات: الأمراض العضلية الأولية، العصبية (متعلقة بالعلوم الطبية التي تتعامل مع الجهاز العصبي والاضطرابات التي تؤثر عليه، السموم، اضطرابات الغدد الصماء، اضطرابات التمثيل الغذائي، الأمراض المُعدية، اضطرابات الأوعية الدموية، وعدم التوازن الغذائي.
تؤدي اضطرابات العضلات بسبب نظام آخر إلى: ضعف حركة العين والسيطرة عليها، ضعف الجهاز التنفسي، عطل المثانة، شلل كامل، شلل جزئي، أو ترنُّح بسبب الاختلالات العضلية الأولية نتيجةً لأمراض معدية أو سامّة. ومع ذلك، عادة ما يرتبط الاضطراب الرئيسي بالجهاز العصبي، ويعمل الجهاز العضلي كعضو مستجيب، فالعضلات قادرة على الاستجابة لحافز، خاصةً النبض العصبي.
من الاضطرابات المُهمل ذكرها أثناء فترة الحمل هو ألم حزام الحوض، وهو مُعقد ومتعدد العوامل حيث يكون سلسلة متفاوتة من الآلام من الجهاز العصبي المركزي أو الجهاز العصبي الطرفي، تغيُّر ارتخاء وتيبُّس العضلات، إصابات الأربطة والأوتار أو عدم قدرة الجسم على التأقلم.

## اختلال الجهاز العضلي الهيكلي
اضطرابات العظام مثل: الكسور، هشاشة العظام، الكساح، لين العظام، مرض باجيت، الحداب، البزخ انحناء العمود الفقري، الجنف، التهاب العظام وأورام العظام السرطانية أو غير السرطانية.
أمراض المفاصل: التهابات المفاصل هي الأكثر شيوعًا وتشمل العديد من الأنواع مثل؛ التهاب المفاصل العظمي، التهاب المفاصل الروماتويدي والنقرس.
اضطرابات المفاصل سبب رئيسي للعجز، ولكن العلاج على المدى الطويل قد تحسن كثيرًا خلال السنوات الـ 25 الماضية، ويرجع ذلك جزئيًا إلى توافر المفاصل الاصطناعية الآمنة.
اضطرابات العضلات: التشنجات، الصعر، إصابات الإجهاد المتكررة، ومنها ما يرتبط باضطرابات الجهاز المناعي مثل ألم العضلات الروماتيزمي ومرض ضمور العضلات.
الجهاز العضلي الهيكلي عرضة للإصابة من الضغوط والتوترات المفروضة عليه خلال الأنشطة الروتينية واليومية. الشفاء من الإصابات الطفيفة عادةً سريع وكامل، ولكن تلك الكبرى تتطلب علاج تخصصي لتجنب الضرر الدائم.